# Torre de Binisermenya
La Torre de Binisermenya és una talaia situada a la base naval del port de Maó.
És una torre de base quadrada. Les parets són de morter de pedra reforçat amb marès, construïda a principis del segle xix. Al seu costat s'han construït més cases i per això és difícil de veure.